# Gagea podolica
Gagea podolica är en liljeväxtart som beskrevs av Schult. och Julius Hermann Schultes. Gagea podolica ingår i Vårlökssläktet och i familjen liljeväxter. Inga underarter finns listade.